# Grotte de Fontanet
La grotte de Fontanet est une grotte ornée située sur le territoire de la commune de Ornolac-Ussat-les-Bains dans le département de l'Ariège, en France.
La grotte est connue au XIXe siècle et la galerie ornée est découverte le 6 février 1972 par Luc Wahl. Elle a livré des vestiges archéologiques datant du Paléolithique supérieur. Elle est fermée à la visite.

## Localisation
Dans la zone protégée du Quié de Lujat, elle se trouve dans la haute vallée de l'Ariège, au sud-est du village du Barry-d'en-Bas sur un coteau proche de l'Ariège, situé en face de la spoulga des églises sur l'autre rive de l'Ariège. La grotte des Églises se trouve à 2,75 km sur la même commune.
Spéléométrie
Dans les environs
Sur l'autre rive de l'Ariège se trouve la grotte de Sainte-Eulalie et la spoulga de Bouan.

## Géologie
La base du versant sud du Quié de Lujat est encombrée d'éboulis calcaires liasiques et dolomitiques jurassiques. La falaise qui termine l'escarpement est formée surtout de calcaires urgoniens présentant leurs strates.

## Historique
Les premières visites à des fins archéologiques sont effectuées au XIXe siècle. L'étage supérieur est exploré par Antonin Gadal en 1930-1950 à la recherche de traces cathares. En 1940-1947, Denis Cathala, Gally, Mauras et Delteil parcourent la rivière. En 1961, le siphon est franchi par Robert Lacroux. En 1972, Luc Wahl trouve des dessins préhistoriques dans une galerie adjacente. La grotte révèle des empreintes de mains et de pieds dans de l'argile, des dessins, des gravures et des peintures pariétales, que les analyses rattachent à la période du Magdalénien moyen ou Magdalénien supérieur. 
Les peintures pariétales sont découvertes en 1972 et les ossements au sol sont étudiés en 1978.
Une étude archéoacoustique a été conduite par le musicologue Iégor Reznikoff et le préhistorien Michel Dauvois en 1988 dans trois grottes ariégeoises : grotte du Portel, grotte de Niaux et Fontanet.

## Protection
La grotte est fermée au public.